# Günther Haensch
Günther Haensch (Munich, 22 de abril de 1923 - Augsburgo, 10 de mayo de 2018) fue un lingüista, lexicógrafo, terminólogo e hispanista alemán, especializado en dialectología catalana y aragonesa.

## Biografía
Movilizado en la Segunda Guerra Mundial (1941), trabajó como intérprete de francés durante la ocupación de Francia. Tras ser internado en un campo de prisioneros en Suiza (1944-45), se diplomó en traducción e interpretación en alemán, francés e inglés (1946) y castellano (1947) en la Universidad de Ginebra, y en ese mismo año inició estudios de romanística en la Universidad de Barcelona y los prosiguió en la de Múnich, donde en 1954 se graduó en filología románica e historia, y donde los años 1956-67 fue profesor adjunto de francés, castellano y catalán. En esta universidad participó en la fundación del Instituto de Traducción e Interpretación (1952), del que fue vicedirector (1952-67) y director (1967-69). Simultáneamente durante este tiempo fue Jefe de intérpretes de la Alta Autoridad de la CECA así como intérprete freelance en numerosas conferencias internacionales (entre otros para Konrad Adenauer, Robert Schumann y Alcide De Gasperi). Catedrático de filología románica en la Universidad de Erlangen-Nürnberg (1967-73), fundó la Escuela de Idiomas, que dirigió hasta 1972. Del 1973 al 1991 fue catedrático de lingüística aplicada, sección románicas, en la Universidad de Augsburgo, donde fue director de la Escuela de Idiomas. Fue también intérprete y traductor para instituciones y administraciones de Alemania, Argentina, España y la Comunidad Europea del Carbón y del Acero.
Se doctoró en filosofía y letras con una tesis sobre los dialectos de transición entre el aragonés y el catalán en la Alta Ribagorza (1954), que fue traducida al español y publicada en 1962 con el título de Las hablas de la Alta Ribagorza. Publicó numerosos estudios y trabajos sobre las culturas española y francesa, y es autor o coautor de varios diccionarios de alemán-español, alemán-catalán, de colombianismos y del español en Argentina y en Cuba. Era académico correspondiente de la RAE y de sus instituciones homónimas en Argentina, Chile, Nueva York, Bolivia, República Dominicana, Colombia, Perú y El Salvador y fundó y presidió la Asociación Alemana de Hispanistas.
Fue fundador del Sprachen und Dolmetscher Institut, y dirigió y colaboró en las revistas Lebende Sprachen e Idioma de Munich. Su bibliografía de libros y opúsculos consta de unas cincuenta entradas, y además ha publicado más de 100 artículos y unas 300 reseñas filológicas, didácticas, etc.  Le han sido otorgadas varias distinciones entre las que destacan la encomienda de la Orden Isabel la Católica del Gobierno español (1973), la Cruz al Mérito de la República Federal de Alemania (1980), el Premio Internacional Elio Antonio de Nebrija de la Universidad de Salamanca (1995) y el Premio Nieto López concedido por la Real Academia Española (2001).
Además de sus trabajos sobre filología y lexicografía, prestó especial atención a la teoría y práctica de la enseñanza de lenguas modernas, integrando en la enseñanza de estos idiomas los estudios de civilización y cultura de sus países. En su última época se consagró a estudiar el español de América, materia en la que dictó numerosas conferencias y escribió varias obras en colaboración con Reinhold Werner, su sucesor en la cátedra.

## Obras
- Las hablas de la Alta Ribagorza. Zaragoza: Institución «Fernando el Católico», 1962.
- Con Reinhold Otto Werner, Stefan Ettinger y Lothar Wolf, La Lexicografía de la lingüística teórica a la lexicografía práctica, Madrid: Gredos, 1982
- Con José María Domínguez y Francisco Eguiagaray Bohigas, España contemporánea, München: Max Hueber Verlag, 1966, 1975.
- Con Heinz Müller, Langenscheidts Handwörterbuch Spanisch. Teil I. Spanisch-Deutsch. Langenscheidt, Berlin 1965.
- Con Reinhold Otto Werner, Nuevo diccionario de colombianismos. Santafé de Bogotá, Instituto Caro y Cuervo, 1993.
- Con Reinhold Otto Werner, Nuevo diccionario de argentinismos. Santafé de Bogotá, Instituto Caro y Cuervo, 1993.
- Con Reinhold Otto Werner, Nuevo diccionario de uruguayismos. Santafé de Bogotá, Instituto Caro y Cuervo, 1993.
- Con Reinhold Werner y Claudio Chuchuy, Diccionario del español de Argentina. Gredos, Madrid 2000.
- Con Jean Marot, Le franc̦ais tel qu'on le parle. Hueber, München 1962.
- Con Annette Lallemand-Rietkötter, Wortbildungslehre des modernen Französisch. Hueber, München 1972.
- Con Paul Fischer, Kleines Frankreich-Lexikon. Wissenswertes über Land und Leute. Beck, München 1984. 3. Auflage 1994.
- Con Carlos Omeñaca, Los diccionarios del español en el umbral del siglo XXI. Salamanca: Ediciones Universidad de Salamanca, 1997; se reeditó con un título ligeramente: Los diccionarios del español en el siglo XXI, Salamanca: Universidad de Salamanca, 2004
- Wörterbuch der Biologie (1976)
- Junto con Columba L. Batlle, Diccionario alemán-catalán y catalán-alemán.
- Técnica y picardía de intérprete diplomático, Munich, 1965
- Technik und Praxis internationaler konferenzen —en colab. con P. Schmidt—, Munich, 1957
- Diccionario español-alemán de la editorial Langenscheidt, Berlín-Munich, 1970
- Diccionario de Relaciones Internacionales y de Política, alemán-inglés-francés-español, Munich, 1965, 1974
- Diccionarios modernos Herder alemán-español, español-alemán (coautor), Barcelona, 1977
- Diccionario de agricultura (1987)
- Con Gisela Haberkamp de Antón, Dictionary of agriculture: German, English, French, Spanish, 1975.
- Con Reinhold Werner y Gisela Cárdenas Molina, Diccionario del español de Cuba: español de Cuba--español de España, Madrid: Gredos, 2000
- Con Lothar Wolf, Manual de Lexicografía
- Con Reinhold Werner, Bibliografía de lexicografía española e hispanoamericana.
- Con Reinhold Werner, Nuevo Diccionario de Americanismos, 1993
- Los diccionarios del español en el umbral del siglo XXI, 1997.
- Con Rüdiger Renner, Wirtschaftssprache = Terminologie économique Französisch-Deutsch / Deutsch-Französisch, Hueber Verlag, 1986.
- Con Francisco López-Casero, Diccionario de voces usadas en la banca y el comercio exterior español / alemán, alemán / español, Ehrenwirth, 1959 y 1963.
- Con Francisco López-Casero, Terminología económica español-alemán = Wirtschaftsterminologie Spanisch-Deutsch, Editorial Idiomas, 1995.
- Diccionario Herder alemán-español / español-alemán, Herder, 2006.
- En colaboración con Lluís C. Batlle, Diccionari alemany-català, Enciclopedia Catalana, 2007.
- Español vivo: ejercicios prácticos de lengua española, 1977.
- «Algunos caracteres de las hablas fronterizas catalano-aragonesas del Pirineo (Alta Ribagorza)», en Orbis, Lovaina, t. XI, núm. 1, 1962, pp. 75-110
- «Las hablas del Valle de Isábena (Pirineo Aragonés)», en Revista de Dialectología y Tradiciones Populares, t. XXX, Madrid, 1974, pp. 295-314
- «Els parlars catalans d´Areny i de la Ribera de Cornudella», en Miscellánia Aramón i Serra, II, Barcelona, 1980, pp. 219-229.
- «Fronteras político-administrativas y fronteras lingüísticas: el caso de la Ribagorza catalanohablante», en A.F.A., XXX-XXXI, Zaragoza, 1983, pp. 7-22.
- «Algunes referéncies a la llengua catalana en autors alemanys entre el 1659 i el 1800», en Estudis Románics, t. XII, Barcelona, 1971.
- «La discrepáncia entre la llengua escrita i la llengua parlada, un problema esencial del catalá d´avui i de demá», en Actes del II Coloqui Internacional de Llengua i Cultura Catalana, Montserrat, 1976.